# Дейч, Эммануил Оскар
Эммануил Оскар Дейч (в некоторых старых источниках Дейтш, нем. Emanuel Oskar Deutsch; 31 октября 1831, Нейссе — 13 мая 1872, Александрия) — британский востоковед родом из немецких евреев.

## Биография
В детские годы формировался под влиянием своего дяди, раввина Давида Дейча из Мысловица, известного знатока Талмуда. Окончил Берлинский университет. С 1853 года жил и работал в Лондоне, первоначально как помощник библиотекаря, затем как библиотекарь в Британском музее. В 1869—1870 гг. был специальным корреспондентом газеты «Таймс», освещая работу Первого Ватиканского собора.

## Научное наследие
Получил известность многочисленными статьями о Талмуде, исламе, Самаритянском Пятикнижии и т. п., публиковавшимися в британской периодике и в справочно-энциклопедических изданиях — в частности, Дейчу принадлежит 190 статей в популярной Энциклопедии Чемберсов. Часть из публикаций Дейча носила строго научный характер, иная часть — научно-популярный; во второй части выделяется очерк Дейча о Талмуде (1867, русский перевод А. Е. Ландау под названием «Что такое Талмуд?», 1870), получивший широкую британскую и международную известность благодаря ясности изложения и заметному энтузиазму автора.
После смерти Дейча под редакцией леди Странгфорд был издан его сборник «Литературное наследие» (англ. Literary remains; 1874), с биографическим очерком.